# Перепечино Большое
Перепечино Большое — деревня в Лежневском районе Ивановской области. Входит в состав Лежневского сельского поселения.

## География
Находится в юго-западной части Ивановской области на расстоянии приблизительно 3 км на восток-юго-восток по прямой от районного центра поселка Лежнево на правобережье реки Ухтохма.

## История
Деревня уже отмечалась на карте 1808 года. В 1859 году здесь (тогда деревня в составе Ковровского уезда Владимирской губернии) было учтено 19 дворов. По ходу истории в состав Перепечина Большого вошла деревня Перепечино Малое.

## Население
Постоянное население составляло 124 человека (1859 год), 62 в 2002 году (русские 100 %), 35 в 2010.